# Henry Bartle Frere
Sir Henry Bartle Edward Frere, 1ste Baronet (Clydach, 29 maart 1815 - Wimbledon, 29 mei 1884) was een Brits koloniaal bestuurder. Hij diende als commissaris van Sindh van 1851 tot 1859, gouverneur van Bombay van 1862 tot 1867 en gouverneur van de Britse Kaapkolonie van 1877 tot 1880.

## Biografie
Frere werd geboren in Wales als zoon van de ijzermagnaat Edward Frere en Mary Anne Green. Hij werd opgeleid door de Britse Oost-Indische Compagnie te Haileybury. Na het behalen van zijn diploma in 1834 begon hij zijn koloniale carrière in Brits-Indië.

### India
Als gouverneur van Sindh (1851-1859) bevorderde hij de economische ontwikkeling van de regio en tijdens de Indiase opstand van 1857 bleef het gebied relatief rustig, waardoor Frere versterkingen naar Punjab kon sturen. Hij werd als beloning voor zijn diensten tot ridder geslagen.
Na vijf jaar als gouverneur van Bombay (1862-1867) keerde hij terug naar Engeland en diende hij tien jaar in de India Council, waar hij zich inzette voor de ontwikkeling van de Indiaanse architectuur, communicatie en educatie. In 1876 werd hij bevorderd tot baronet.

### Zuid-Afrika
In 1877 werd Frere door Lord Carnarvon aangesteld als premier van de Britse Kaapkolonie, met als doel om de mengelmoes van kolonies, inheemse koninkrijken en Boerenrepublieken tot één Zuid-Afrikaanse unie te smeden. Zijn regering werd dan ook gekenmerkt door een agressieve expansiedrift, leidend tot de Zoeloe-oorlog in 1879 en de Gewerenoorlog in 1880.
Het verlies van de Slag bij Isandlwana en de hoge kosten van de oorlogen leidden tot het ontslag van Frere. In zijn gedetailleerde verdediging waarschuwde hij tevergeefs voor de situatie in de Zuid-Afrikaansche Republiek, waar niet veel later de Eerste Boerenoorlog uitbrak.

### Latere leven
Frere keerde terug naar Engeland en overleed in 1884.
- Bibliothèque nationale de France: cb15346267g (data)
- Gemeinsame Normdatei: 13595939X
- International Standard Name Identifier: 0000 0001 2101 1225
- Library of Congress Control Number: n85120180
- Nationale bibliotheek van Australië: 35103189
- Nationale Bibliotheek van Israël: 987007273470405171
- Nederlandse Thesaurus van Auteursnamen: 070997268
- Réseau des bibliothèques de Suisse occidentale: 02-A003262866
- SNAC: w67t0rpb
- Système universitaire de documentation: 137459467
- Trove: 827325
- Virtual International Authority File: 47066410
- WorldCat: E39PBJr7RFqd6cyMX3gGgq8Qv3